# پریلسیه
پریلسیه (انگلیسی: Prilesye) یک شهرک در بخش کراسنویاروژسکی استان بلگورود کشور روسیه است.